# Mark Hoppus
Mark Allan Hoppus (* 15. března 1972 Ridgercest, Kalifornie, USA) je americký zpěvák a baskytarista v pop punkové skupině blink-182, +44 a Simple Creatures.

## Diskografie

### Blink-182
- Flyswatter (1992), zpěv a baskytara
- Buddha (1994), zpěv a baskytara
- Cheshire Cat (1994), zpěv a baskytara
- Dude Ranch (1997), zpěv a baskytara
- Short Music For Short People (1999), baskytara
- Enema of the State (1999), zpěv a baskytara
- The Mark, Tom, and Travis Show: The Enema Strikes Back (2000), zpěv a baskytara
- Take off Your Pants and Jacket (2001), zpěv a baskytara
- Blink 182 (2003), zpěv a baskytara
- Greatest Hits (2005), zpěv a baskytara
- Neighborhoods (2011), zpěv a baskytara
- Dogs Eating Dogs(2012), zpěv a baskytara
- California (2016), zpěv a baskytara
- NINE (2019), zpěv a baskytara
- One More Time... (2023), zpěv a baskytara

### +44
- When Your Heart Stops Beating vydané 14. listopadu 2006

### Simple Creatures
- Strange Love EP (2019)
- Everything Opposite EP (2019)

### Samarbeten
- "Until the Stars Fall" (s Richard Gibbs) na soundtracku Fired Up! (2009)
- "Amoeba" (s Travis Barker) na soundtracku Endless Bummer (2009)
- "In Transit" (s Pete Wentz) na kompilaci Almost Alice (2010)